# Дорийский диалект древнегреческого языка
| Западная группа: Дорийский Северо-западный                          | Центральная группа: Эолийские Аркадо-кипрский | Восточная группа: Аттический Ионийские |
| Ахейский (северный) дорийский(M Македонский — классификация неясна) |                                               |                                        |

Дори́йский (дори́ческий) язык (др.-греч. Δωρικός) — один из диалектов древнегреческого языка.
На вариантах этого диалекта говорили жители южного и восточного Пелопоннеса, Крита, Родоса, некоторых островов на юге Эгейского моря, в некоторых городах Малой Азии, Южной Италии, Сицилии, Эпира и Македонии.
Вместе с северо-западным диалектом он составляет «западную группу» классических греческих диалектов.
В эллинистическую эпоху, при власти Ахейского союза, в так называемом ахейском дорийском койне проявилось множество особенностей, общих для всех дорийских диалектов, задерживающих распространение на Пелопоннес «аттического койне» до II века до н. э.
Этот общепринятый диалект стал использоваться в указах Ахейского союза. В Аркадии его появление можно очень легко проследить, так как он существенно отличается от древнего не-дорийского аркадского диалекта. В самой Ахее он удерживал позиции до I века до н. э. Ахейскому дорийскому койне не были присущи те крайние особенности, что являются типичными для эгейского варианта дорийского диалекта и северо-западного дорийского койне.
Общепризнано, что дорийский диалект возник в горах Эпира, в северо-западной Греции, на родине дорийцев. Он был распространён на все другие регионы в ходе дорийского вторжения (около 1150 года до н. э.) и последующей колонизации. Существование дорийского государства в Центральной Греции, к северу от Коринфского залива, породило теорию, что дорийский зародился в северо-западной Греции или, возможно, в пределах Балкан. Диалект распространился на север до мегарской колонии Византия и коринфских колоний Потидеи, Эпидамна, Аполлонии и Амбракии.
Местные эпиграфические свидетельства ограничены указами Эпирского союза и табличкой заклинаний из Пеллы (оба не раньше IV века до н. э.), и дорийским эпонимом Μαχάτας, впервые зафиксированном в Македонии (ранее V века до н. э.).

## Варианты

### Собственно дорийский
Место дорийской диалектной группы в общей классификации древнегреческих диалектов зависит в определённой степени от классификации.
Преобладает мнение, что дорийский является подгруппой западногреческих диалектов.
Некоторые используют термины северный греческий или северо-западный греческий вместо слова дорийский.
Географические различия лишь словесные и к тому же ошибочные: на всех дорийских диалектах говорили южнее «южно-греческого» или «юговосточно-греческого».
Как бы то ни было, название «северно-греческий» априори основано на том, что дорийцы пришли с севера, и на том, что дорийский тесно связано с северо-западным греческим. Когда началось разделение, не известно.
Все «северяне», возможно, говорили во время дорийского вторжения на одном диалекте; и конечно, дорийский мог ещё более дифференцироваться на классические диалекты, только когда дорийцы заняли место на юге страны.
Таким образом, западно-греческий — наиболее точное название для классических диалектов.
Цаконский язык, потомок лаконского дорийского (в Спарте), ещё существует в южной Арголиде, на Пелопоннесе, в современных периферийных единицах Аркадия и Лакония.
Сегодня он представляет значительный интерес для лингвистов и находится под угрозой исчезновения.

### Диалекты дорийской группы

#### Лаконский, Гераклейский

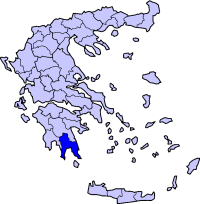
Лакония на карте Греции

На лаконском субдиалекте говорило население Лаконии на юге Пелопоннеса и её колоний, Тарента и Гераклеи, в южной Италии. Источником распространения была Спарта.
Лаконский диалект засвидетельствован надписями на керамике и камнях с VII века до н. э. Посвящение Елене датируется 2-й четвертью VII в. до н. э. Тарент основан в 706 году до н. э.. Его основатели говорили на лаконском диалекте.
От Спарты осталось много документов. В VII века до н. э. на её диалекте писал спартанский поэт Алкман. Филоксен Александрийский написал трактат О лаконском диалекте.

#### Арголидский

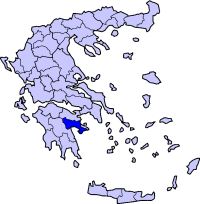
Арголида на карте Греции

На арголидском субдиалекте говорили жители густонаселённого северо-восточного Пелопоннеса, например, в Аргосе, Микенах, Эрмиони, Трезене, Эпидавре и на острове Эгина близ Афин. Так как в этом регионе в бронзовом веке говорили на микенском языке, ясно, что дорийцы захватили его, но не смогли взять Аттику. С Аргоса дорийцы расселились на Крит и Родос.
Обширный эпиграфический материал правового, политического и религиозного содержания существует по крайней мере с VI века до н. э.

#### Коринфский

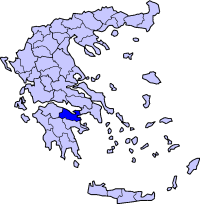
Коринфия на карте Греции

На коринфском субдиалекте говорили сначала в районе перешейка между Пелопоннесом и материковой Грецией, то есть на Коринфском перешейке. Впоследствии на нём говорили в Коринфе, Сикионе, Клеонах, Флиунте; в колониях Коринфа в западной Греции: Керкире, Левкаде, Анактории, Амбракии; в италийских колониях: Сиракузах и Анконе; колониях Керкиры: Диррахии и Аполлонии. Самые ранние надписи в Коринфе датируются началом VI века до н. э. Они написаны местным вариантом греческого письма. (См. Аттический диалект.)
Коринф противоречит мнению, что дорийцы были деревенскими милитаристами, какими некоторые считают спартанцев. Расположенный на международном торговом пути Коринф играл ведущую роль в восстановлении Греции после столетия изоляции и беспорядка после распада микенской Греции.

### Северо-западный
Северо-западная группа древнегреческого языка тесно связана с дорической группой, и иногда между дорическим и северо‑западным диалектами не делают различия. Считать ли её частью дорической группы или отдельной подгруппой западно‑греческой группы наряду с дорической, деление и группировка диалектов остаются теми же. Западно‑фессалийский и беотийский диалекты древнегреческого оказались под сильным влиянием северо‑западного диалекта. Северо‑западные греческие диалекты отличаются от диалектов дорической группы следующими особенностями:
1. Дат. п. мн. ч. 3‑го склонения на -οις (-ois) (вместо -σι (-si)): (Ἀκαρνάνοις ἱππέοις Akarnánois hippéois вместо Ἀκαρνᾶσιν ἱππεῦσιν Akarnâsin hippeûsin, «в Акарнанских всадниках»).
2. ἐν (en) + вин. п. (вместо εἰς (eis)): en Naupakton
3. -στ (-st) вместо -σθ (-sth): γενέσται genéstai вместо γενέσθαι genésthai («становиться»), μίστωμα místōma вместо μίσθωμα místhōma («арендная плата»)
4. ar вместо er: сев.‑зап. amara / дор. amera / атт. hēmera «день», элейское wargon / дор. wergon / атт. ergon «работа»
5. Дат. п. ед. ч. на -oi вместо -ōi: сев.‑зап. τοῖ Ἀσκλαπιοῖ / дор. τῶι Ἀσκλαπιῶι / атт. τῷ Ἀσκληπιῶι
6. Причастие ср. залога на -eimenos вместо -oumenos

Территория распространения диалектов этой группы:
- Фокийский/Дельфийский

Плутарх сообщает, что жители Дельф произносят b вместо p (βικρὸν вместо πικρὸν)
- Локрийский
  - Озольская Локрида, вдоль северо-западного побережья Коринфского залива, близ Амфиссы (ок. 500 до н. э.)[6]
  - Опунтская Локрида, на побережье материковой Греции напротив северо-западной Эвбеи, близ Опунта
- Элейский

Диалект Олимпии и Элиды наряду с эолийским — один из самых сложных для изучения и понимания написанных на нём текстов (ок. 600 до н. э.)
- Северо-западное койне
  - Смешанный диалект Аттики с некоторыми дорийскими особенностями.
  - Главным образом связан с Этолийским союзом и датируется III-II вв. до н. э.

Калидонское святилище (ок. 600—575 до н. э.) — Этолийский союз 300—262 до н. э.
- Эпирский
  - Додонский оракул, первоначально под контролем феспротов[11] (ок. 550—500 до н. э.)[12] — Молосская Лига в Эпире[13][14] (ок. 370 до н. э.)[15]

Наука утверждает, что древнемакедонский язык мог быть греческим диалектом, входившим, возможно, в северо-западную группу, и пытается представить язык если и не как «совершенно греческий», то хотя бы как «предельно отклонившийся» от греческого.

## Различия между дорийским и аттическим/койне

### Гласные
1. Сохранение долгого ā (α) в то время как в атт./койне он изменился в ē (η), как в γᾶ μάτηρ (gā mātēr) «мать-земля» — атт./койне γῆ μήτηρ (gē mētēr).
2. Стяжение ae > η (ē) в отличие от атт./койне ᾱ (ā).
3. В некоторых дорических диалектах прагреческие дифтонги eo, ea > ιο, ια (io, ia) .
4. В некоторые дорических диалектах («строгий дорический») присутствуют η, ω (ē, ō) вместо атт./койне «ложных дифтонгов» ει, ου (ei, ou) (т. н. вторичные долгие ē, ō, полученные стяжением или компенсаторным удлинением). Наиболее яркими примерами являются окончания род. п. ед. ч. -ω (-ō) = -ου (-ou), вин. п. мн. ч. -ως (-ōs) = -ους (-ous) и инфинитива -ην (-ēn) = -ειν (-ein).
5. Краткий α (a) = атт./койне ε в некоторых словах: ἱαρός (hiarós), Ἄρταμις (Ártamis), γα (ga), αἰ (ai).

### Консонантизм
1. Сохранение -τι (-ti) на месте атт./койне -σι (-si). 
Наиболее яркие примеры:

2) 3 лицо мн. ч. наст. вр. и субъюнктива -nti, напр.: λέγoντι (légonti) — атт./койне λέγουσι(ν) (légousi(n));
3) «двадцать» Ϝίκατι (wīkati) — атт./койне εἴκοσι(ν) (eíkosi(n));
1. Сохранение двойной -σσ- (-ss-) перед гласной, в атт./койне перешедшей в -σ- (-s-), напр. μέσσος (méssos) при атт./койне μέσος (mésos).
2. Сохранение начального w (ϝ), утерянного в атт./койне. Напр. Ϝοῖκος (woîkos) — атт./койне οἶκος (oîkos). Однако в литературных дорических текстах и в надписях эллинистической эпохи дигамма отсутствует.
3. ξ (x) в окончаниях аориста и футура глаголов на -ίζω, -άζω (-ízō, -ázō) при атт./койне σ (s). Напр. ἀγωνίξατο (agōníksato) — атт./койне ἀγωνίσατο (agōnísato). Таким же образом добавляется κ (k) перед суффиксами, начинающимися с t.

### Морфология
1. Числительное «четыре»: τέτορες (tétores) вместо атт./койне τέτταρες (τέσσαρες) (téttares (téssares)).
2. Порядковое числительное «первый»: πρᾶτος (prātos) вместо атт./койне πρῶτος (prōtos).
3. Указательное местоимение «этот»: τῆνος (tēnos) вместо атт./койне (ἐ)κεῖνος ((e)keînos)
4. Им. п. артикля и указательного местоимения τοί (toí), ταί (taí), τοῦτοι (toûtoi), ταῦται (taûtai) вместо атт./койне οἱ (hoi), αἱ (hai), οὗτοι (hoûtoi), αὗται (haûtai)
5. Окончание 3 л. мн. ч. атематических («корневых») претеритов -n, а не -san, напр. ἔδον (édon) — атт./койне ἔδοσαν (édosan)
6. Глагольное окончание 1 л. мн. ч. -μες при атт./койне -μεν.
7. Футур на -σε-ω (-se-ō) вместо атт./койне -σ-ω (-s-ō), напр. πραξῆται (prāxētai) вместо атт./койне πράξεται (prāxetai).
8. Модальная частица κα (ka) вместо атт./койне ἄν (án). Дорийские αἴ κα, αἰ δέ κα, αἰ τίς κα (ai ka, ai de ka, ai tis ka) = атт./койне ἐάν (ἄν), ἐὰν δέ (ἂν δέ), ἐάν τις (ἄν τις) ((e)án, (e)án dé, (e)án tis).
9. Наречия времени на -κα (-ka) вместо атт./койне -τε (-te): ὄκα (hoka), τόκα (tóka).
10. Наречия места на -ει (-ei) вместо атт./койне -ου (-ou): τεῖδε (teîde), πεῖ (peî).